# Papercutz (editorial)
Papercutz Graphics Novels es una editorial estadounidense de cómics y novelas gráficas para toda la familia, principalmente en propiedades con licencia como Nancy Drew, The Hardy Boys, y Lego Ninjago. Papercutz también ha publicado nuevos volúmenes de la Era dorada del cómic, como los de la serie Classics Illustrated y Tales from the Crypt. En años recientes ha comenzado publicar traducciones al inglés de cómic europeos (principalmente franco-belga) para todas las edades, incluyendo Los Pitufos y Astérix. Ha publicado varios títulos a través de su imprenta Super Genius.

## Historia de la compañía
Terry Nantier (nacido en 1957), fundador de NBM Publishing, estableció Papercutz en 2005, junto con el veterano en la industria del cómic Jim Salicrup, quién pasó a ser editor general. Su objetivo era producir cómics y novelas gráficas apropiadas para los niños, lo cual hacía falta en la industria en aquel entonces. El escritor Stefan Petrucha también se unió al proyecto editorial, quien ha trabajado en títulos como Nancy Drew, Papercutz Slices, y Rio. En 2008, se unió el editor asociado Michael Petranek.

## Historia de la publicación
En la primavera de 2005 Papercutz entró en escena, con al publicación de dos series de cómics divididas en tres partes; The Demon of River Heights de Nancy Drew, y The Ocean of Osyria de The Hardy Boys. Ambas series se recopilaron en novelas gráficas de 92 páginas, convirtiéndose en los primeros títulos de Nancy Drew Graphic Novel y The Hardy Boys Graphic Novel, respectivamente. Todos los demás títulos de ambas series se han realizado únicamente en formato de novela gráfica y se publican cada tres meses. Las novelas gráficas de Nancy Drew fueron escritas por Stefan Petrucha, y la primera serie fue ilustrada al estilo manga por Sho Murase. La encarnación de la novela gráfica del personaje ha sido descrita como "una adolescente divertida, fresca y moderna que todavía está pisándole los talones a los criminales." Los creadores de la serie Hardy Boys incluyeron al escritor Scott Lobdell (Hardy Boys), y a la artista Lea Hernandez. En 2010, Papercutz relanzó ambos títulos, en el que incorporaron a Gerry Conway y Paulo  Henrique dentro del equipo creativo de Hardy Boys.
En 2006, Papercutz publicó una traducción al inglés de la novela gráfica de no ficción The Life of Pope John Paul II, por Alessandro Mainard y Werner Maresta.
En 2007, Papercutz adquirió la licencia de Classic Illustrated y comenzó a publicar adaptaciones cómicas de novelas clásicas infantiles. Combinando reimpresiones de algunos de los títulos originales con nuevas adaptaciones modernas, estas obras contó con las colaboraciones de Rick Geary, Kyle Baker, Tom Mandrake, Jill Thompson, Dan Spiegle, Peter Kuper, Gahan Wilson, Ricardo Villagrán, Mike Vosburg, y Mike Ploog. Una segunda serie, Classic Illustrated Deluxe, presentó michos artistas franceses.
Entre 2007 y 2010 Papercutz publicó una serie nueva cómics originales de Tales from the Crypt. El primer número fue publicado en junio de 2007, con una portada diseñada por Kyle Baker. Los tres "anfitriones del terror" de EC Comics' "anfitriones de horror" (El GhouLunatics) aparecen en aquel número, dibujados por Rick Parker. En las siguientes publicaciones se contó con la colaboración de figuras renombradas en el género del cómic de terror, como Joe R. Lansdale y su hermano John L. Lansdale, Don McGregor, James Romberger, Marguerite van Cook, Mort Todd, Neil Kleid, Arie Kaplan y Chris Noeth. Durante la realización de este proyecto, se desató una polémica en 2008, cuando una de las portadas de estos números, apareció la entonces candidata vicepresidencial de Estados Unidos, Sarah Palin, atacando a los tres anfitriones del horror con un palo de hockey, junto con una carta de la hija de William Gaines, Cathy Gaines Mifsud, comentando sobre la censura. Papercutz publicó tres números (nueve novelas gráficas) de Tales from the Crypt, cuya última publicación fue el 28 de septiembre de 2010.
En 2009, Papercutz lanzó Papercutz Slices, una serie de cómics que parodian la cultura popular, escrita por Stefan Petrucha e ilustrado por Rick Parker. Entre sus objetivos se burla se encuentran El diario de Greg, la saga de Harry Potter, Crepúsculo, Percy Jackson y los dioses del Olimpo, Los juegos de hambre, y The Walking Dead.
En julio de 2010, Papercutz comenzó a publicar cómics de Los pitufos, traducidos por Joe Johnson. Debutando con una vista previa especial del cómic que incluía la historia "The Smurfnapper", Papercutz ha publicado una gran cantidad de novelas gráficas de la franquicia hasta la fecha. El éxito de Los pitufos motivó a Papercutz a publicar más traducciones al inglés de cómics franco-belgas, entre ellos, Benito Sansón, Dance Class, y Sybil  the Backpack Fairy.
Desde 2010, Papercutz ha añadido una lista de nuevas propiedades con licencia en sus líneas de novelas gráficas, incluyendo el Disney Fairies, Lego Ninjago, Garfield, Power Rangers, Rio, y Stardoll.

## Títulos publicados
- The Annoying Orange (2012–presente)
- Barbie (2016–presente)
- Bionicle (2008–2010)
- Disney Fairies (2010–presente)
- Garfield & Company (2011–presente)
- Geronimo Stilton (2009–presente)
- The Hardy Boys Graphic Novel (2005–presente) — originalmente escrito por Scott Lobdell; relanzado en 2010 con historias escritas por Gerry Conway y arte de Paulo Henrique
- Lego Ninjago (2011–presente) — por Greg Farshtey y Paulo Henrique[7]
- Serie de Nancy Drew (2005–presente) — incluye The Nancy Drew Diaries y Nancy Drew and the Clue Crew; escrito por Stefan Petrucha
- Series de Nickelodeon Magazine (2015–presente) — originalmente activo entre 1993 y 2009; relanzado en 2015
- Papercutz Slices (2009–presente) — por Stefan Petrucha y Rick Parker
  - Diary of a Stinky Dead Kid (2009)
  - Harry Potty and The Deathly Boring (2010)
  - Breaking Down (2011)
  - Percy Jerkson and The Ovolactovegetarians (2011)
  - The Hunger Pains (2012)
  - The Farting Dead (2013)
- Power Rangers (2012–2014)
- Rabbids Invasion (2014–presente)
- Rio (2013–presente) — por Stefan Petrucha y Paulo Henrique
- Stardoll (2013–presente) — por JayJay Jackson
- Tales from the Crypt (2007–2010)
- Thea Stilton (2013–presente)
- The Three Stooges (2012–presente) — incluye The Best of the Three Stooges
- Totally Spies! (2006–2007)
- El Zorro (2005–2007) — por Don McGregor y Sidney Lima
- WWE Slam City (2014–2015) — por Mathias Tritón y Alitha E. Martinez
- The Loud House (2016–presente)
- Breadwinners (2015-2016)
- Sanjay and Craig (2015-2016)
- Gumby (2017–presente)

### Classics Illustrated
- Classics Illustrated (2008–2014)

1. Grandes esperanzas — adaptado por Rick Geary; reimpreso desde Classics Ilustrated #2 (First Comics, Feb. 1990)
2. El hombre invisible — adaptado por Rick Geary; reimpreso desde Classics Ilustrated #20 (First Comics, Mar. 1991)
3. Alicia a través del espejo — adaptado por Kyle Panadero; reimpreso desde Classics Ilustrated #3 (First Comics, Feb. 1990)
4. El cuervo y otros poemas — ilustrado por Gahan Wilson; reimpreso desde Classics Ilustrated #1 (First Comics, Feb. 1990)
5. Hamlet — adaptado por Steven Grant y Tom Mandrake; reimpreso desde Classics Ilustrated #5 (First Comics, Mar. 1990)
6. La letra escarlata — adaptado por P. Craig Russell y Jill Thompson; reimpreso desde Classics Ilustrated #6 (First Comics, Mar. 1990)
7. El extraño caso del doctor Jekyll y el señor Hyde — adaptado por John K. Snyder III; reimpreso desde Classics Ilustrated #8 (First Comics, Abr. 1990)
8. El conde de Montecristo — adaptado por Steven Grant y Dan Spiegle; reimpreso desde Classics Ilustrated #7 (First Comics, Abr. 1990)
9. La Jungla — adaptado por Peter Kuper; reimpreso desde Classics Ilustrated #27 (First Comics, Jun. 1991)
10. Cyrano de Bergerac — adaptado por Peter David y Kyle Baker; reimpreso desde Classics Ilustrated #21 (First Comics, Mar. 1991)
11. Diccionario del Diablo y otras obras — adaptado por Gahan Wilson; reimpreso desde Classics Ilustrated #18 (First Comics, Feb. 1991)
12. La isla de Doctor Moreau — adaptado por Steven Grant y Eric Vincent; reimpreso desde Classics Ilustrated #12 (First Comics, Ago. 1990)
13. Ivanhoe — adaptado por Mark Wayne Harris y Ray Lago; reimpreso desde Classics Ilustrated #25 (First Comics, May. 1991)
14. Cumbres borrascosas — adaptado por Rick Geary; reimpreso desde Classics Ilustrated #13 (First Comics, Oct. 1990)
15. La llamada de la selva — adaptado por Charles Dixon y Ricardo Villagran; reimpreso desde Classics Ilustrated #10 (First Comics, Jun. 1990)
16. Secuestrado — adaptado por Mike Vosburg
17. El agente secreto — adaptado por John K. Snyder III; reimpreso desde Classics Ilustrated #19 (First Comics, Feb. 1991)
18. Fábulas de Esopo — adaptado por Eric Vincent; reimpreso desde Classics Ilustrated #26 (First Comics, Jun. 1991)
19. Las aventuras de Tom Sawyer — adaptado por Mike Ploog; reimpreso desde Classics Ilustrated #9 (First Comics, May. 1990)

- Classics Illustrated Deluxe (2008–2014)
  - Vol. 1: El viento en los sauces (2008) — adaptado por Michael Plessix
  - Vol. 2: Cuentos de los Hermanos Grimm (2008) — adaptado por Mazan, Philip Petit, y Cecile Chicault
  - Vol. 3: Frankenstein (2009) — adaptado por Marion Mousse
  - Vol. 4: Las aventuras de Tom Sawyer (2009) — adaptado por Jean-David Morvan, Frederique Voulyze, y Severine Le Fevebvre
  - Vol. 5: La isla de tesoro (2010) — adaptado por David Chauvel y Fred Simon; reimpreso desde L'Île au trésor, de Robert Louis Stevenson (Delcourt, 2007–2009)
  - Vol. 6: Los tres mosqueteros (2011) — adaptado por Jean-David Morvan, Michel Dufranne, y Rubén
  - Vol. 7: La vuelta al mundo en ochenta días (2011) — adaptado por Loïc Dauvillier y Aude Soleilhac
  - Vol. 8: Oliver Twist (2012) — adaptado por Loïc Dauvillier y Olivier Deloye
  - Vol. 9: Scrooge: Un cuento de navidad y "Mugby Junction" (2012) — adaptado por Rodolphe y Estelle Meyrand
  - Vol. 10: "Los crímenes de la calle Morgue" y otros cuentos (2013) — adaptado por Jean-David Morvan, Corbeyran, Fabrice Druet, y Paul Marcel
  - Vol. 11: El lobo de mar (2014) — adaptado por Riff Reb es
  - Vol. 12: Sun Wukong (2014) — adaptado por Jean-David Morvan, Yann Le Gal, y Jian Yi

### Reimpresiones/traducciones
- Ariol — de  Emmanuel Guibert
- Astérix — de René Goscinny y Albert Uderzo[10]
- Benny Breakiron — de Peyo
- Dance Class — de Béka (Bertrand Escaich & Caroline Rogue) y Crip
- Ernest & Rebecca — de Guillaume Bianco y Antonello Dalena
- Monster — de Lewis Trondheim
- Pussycat — de Peyo
- Los Pitufos (2010–presente) — de Peyo
- Sybil the Backpack Fairy — de Michel Rodrigue y Antonello  Dalena
- Toto Trouble — por Thierry Coppée

### Próximamente
- Hugh Moon